# Jana Eberle
Jana Eberle – Geburtsname Kettnerová, später Kleßinger – (* 20. November 1952 in Prag; gest. 2. November 2024) war eine deutsch-tschechoslowakische Tischtennisspielerin. Sie nahm an der Weltmeisterschaft 1975 teil.

## National
Jana Eberle wurde in Prag geboren. Sie vertrat die ČSSR bei den Jugend-Europameisterschaften 1966 und 1970. Dabei holte sie 1966 im Einzel Silber hinter Petra Stephan (DDR). 1970 wurde sie mit der ČSSR-Mannschaft Jugend-Europameister.
Ab 1971 lebte Eberle in Deutschland. 1973 schloss sie sich dem Bundesligaverein VSC 1862 Donauwörth an, wo sie mit Unterbrechungen lange Jahre spielte und ab 2001 als Trainerin wirkte. Mehrmals qualifizierte sie sich für die Teilnahme an Nationalen Deutschen Meisterschaften. Dabei erreichte sie im Doppel 1976 mit Sigrid Hans und 1979 mit Monika Sedlmair das Halbfinale.
1975 nahm sie an der Weltmeisterschaft teil. Im Mannschaftswettbewerb fungierte sie als Ergänzungsspielerin. Dabei kam sie bei den 0:3-Niederlagen gegen Japan und China sowie im Doppel gegen Rumänien zum Einsatz und blieb dabei sieglos. Mit der deutschen Mannschaft wurde sie Zehnter. Im Einzel scheiterte sie nach einem Sieg über Helen Morrow (Australien) und einer Niederlage gegen Jeanny Dom (Luxemburg) bereits in der Qualifikation. Das Doppel mit Wiebke Hendriksen kam nach einem Sieg über Le Thi Kim Tieng/Banh Ngoc Kinh  (Vietnam) in die Runde der letzten 16, wo sie gegen die Japanerinnen Tomie Edano/Chieko Ono verloren. Das Mixed Peter Engel/Eberle gewann in der Qualifikationsrunde gegen Sen Poh Lin/Peck Noi Hwoy (Singapur), in der ersten Runde gegen Chin/Tan Kek Hiang (Singapur) und unterlag dann den Russen Anatoli Strokatow/Asta Gedraitite.
Zwischendurch wechselte sie von Donauwörth zu Bayern München und 1995 zum FC Langweid., wo sie ab 2008 als Spielertrainerin arbeitete.

## Privat
Nach ihrer ersten Ehe hieß Kettnerová Jana Eberle. Ende der 1980er Jahre heiratete Eberle erneut und trat dann unter dem Namen Jana Kleßinger auf.

## Turnierergebnisse
| Verband | Veranstaltung                         | Jahr | Ort         | Land | Einzel | Doppel    | Mixed     | Team |
| ------- | ------------------------------------- | ---- | ----------- | ---- | ------ | --------- | --------- | ---- |
| TCH     | Jugend-Europameisterschaft (Kadetten) | 1966 | Szombathely | HUN  | Silber |           |           |      |
| TCH     | Jugend-Europameisterschaft (Junioren) | 1970 | Teeside     | ENG  |        |           |           | 1    |
| FRG     | Weltmeisterschaft                     | 1975 | Calcutta    | IND  | Qual   | letzte 16 | letzte 32 | 10   |